# Duško Ćurlić
Duško Ćurlić (Zagreb, 28. siječnja 1968.) je hrvatski TV i radio voditelj na HRT-u.
Osim što je poznat po tome što je voditelj najpopularnijih showova Ples sa zvijezdama, Zvijezde pjevaju, Kruške i jabuke, manje je poznato da je snimio nekoliko reklamnih spotova, imao gostujuće uloge u serijama Bitange i princeze i Ljubav u zaleđu i drugima, te filmovima poput Ne pitaj kako! i Iza stakla. Karijeru je započeo na Radiju 101 vodeći neke od najslušanijih emisija "Parlament show", "Intervju tjedna". Voditelj svih većih projekata zabavnog programa HTV-a, od Dore - izbora za pjesmu Eurovizije, komentiranja Eurosonga, novogodišnjih programa, humanitarnih akcija.

## Filmografija

### Televizijske uloge
- "Bitange i princeze" kao spiker / zatvorenik/tajni donator/pljačkaš (2005. – 2008.)
- "Ljubav u zaleđu" kao voditelj na promociji (2006.)

### Filmske uloge
- "Iza stakla" kao voditelj na dodjeli nagrada (2008.)
- "Ne pitaj kako!" kao narator (2006.)

### Voditeljske uloge
- "A-strana" kao voditelj
- "Večernjakova ruža" kao voditelj
- "Do posljednjeg zbora" kao voditelj (2012.)
- "Zvijezde pjevaju" kao voditelj emisije (2007. – 2014., 2025. – danas)
- "Ples sa zvijezdama" kao voditelj emisije (2006. – 2013., 2025. – danas)
- "Dora" kao komentator (2006. – 2012.)
- "Porin" kao komentatorski voditelj
- "Kruške i jabuke" kao voditelj (1999. – 2002.)
- "Parliament show" kao voditelj na radiju
- "Intervju tjedna" kao voditelj na radiju
- "TV Bingo" kao voditelj (2017. – danas)

### Sinkronizacija
- "Juhu-hu" kao narator (2007.)
- "Auti" kao Jay Limo (2006.)
- "Izbavitelji" (2004.)